# استفان رستی
اِستفان رُستی (عربی: إستفان روستی؛ ۱۶ نوامبر ۱۸۹۱ – ۲۲ مهٔ ۱۹۶۴) بازیگر و کارگردان اهل کشور مصر بود. وی بین سال‌های ۱۹۲۷ تا ۱۹۶۴ در ۲۴ فیلم مصری بازی کرد. همچنین وی در بین سال‌های ۱۹۳۱ تا ۱۹۴۶، هفت فیلم را کارگردانی کرد. وی معمولاً نقش‌های منفی را به صورت طنز ایفا می‌کرد.